# Pterolepis moralesi
Pterolepis moralesi är en insektsart som först beskrevs av Galvagni 1988.  Pterolepis moralesi ingår i släktet Pterolepis och familjen vårtbitare. Inga underarter finns listade i Catalogue of Life.